# Джик Мерген (дастан)
«Джик Мерген» (тат. Җик Мәргән, баш. Ек Мәргән — меткий стрелок) — исторический архаико-героический дастан, эпос о борьбе народных масс против произвола правящей верхушки, известен в татарском и башкирском вариантах.

## Описание
Дастан был записан писателем Файзи Валеевым в начале XX века и впервые опубликован в 1916 году в татарском журнале «Анг» (№14).

## Сюжет
Дастан воспроизводит противоречия между ханской властью и местными влиятельными мурзами. 
В башкирском варианте описывается борьба башкир с правителями Казанского ханства.
Главный персонаж эпоса появился на свет «девятым сыном девятого сына» старухи Тугызак — вдовы «вождя воинов». Главный герой эпоса, в младенческом возрасте лишается семьи в результате нападения враждебного племени и воспитывается дикими зверьми. Став юношей, он оказывается на развалинах родного дома, где засыпает, ему во сне является отец, рассказывает о давних трагических событиях, нарекает его Джик Мергеном и вручает лук со стрелами для борьбы с ханом. Повинуясь воле отца, герой собрал лихих джигитов и совершал успешные набеги в ханские пределы, но в последнем бою войско полегло на поле боя, а сам он сдался в плен.

## В культуре
На сюжет дастана в 1939 году Н. Г. Жигановым была создана опера «Алтынчеч», главным героем которой является Джик Мерген.